# Cathy Hopkins
Cathy Hopkins (født 23. januar 1953) er en engelsk forfatter. Hun er mest kendt for Fyre & Flammer-serien. Blandt hendes mest aktuelle serier, er Fyre & Flammer-serien, S, P eller K-serien, Stjernepiger-serien, India Jane-serien og Venner af guld-serien.

## Tidlige liv og karriere
Cathy Hopkins blev født 23. januar 1953 i Manchester, England. Da hun var fem flyttede familien til Kenya i Afrika, men flyttede dog tilbage til England igen, da hun var elleve.
Cathy Hopkins begyndte at skrive i 1987. Hun har 55 bøger udgivet i 33 forskellige lande.
Fyre & Flammer-serien (originaltitel: Mates, Dates) handler om de fire piger, Lucy, Izzie, Nesta og TJ som sammen prøver at udrede hverdagsproblemer såsom fyre, forældre og skole. Et fremhævet emne er fyre. (Man høre først om TJ i bind 4)
S, P eller K-serien (originaltitel: Truth, Dare, Kiss or Promise) handler om de fem teenagere Cat, Becca, Lia, Squidge og Mac. De spiller S, P eller K og konsekvenserne af det, er store og vanskelige.
Stjernepiger-serien (originaltitel: Zodiac Girls) handler om en række piger med hver deres stjernetegn. De møder planeterne i menneskelig skikkelse, og får en måned til at få vendt rundt på deres liv – om det er godt nok som det er, eller om der skal ændres. Men selvom man er månedens Stjernepige er det ikke paradis. Og man skal selv hjælpe til før der sker noget.